# Eleccions a les Illes Balears
A les Illes Balears hi ha 5 tipus d'eleccions diferents: eleccions al Parlament Europeu, eleccions generals (al Congrés dels Diputats i al Senat), eleccions al Parlament de les Illes Balears, eleccions als consells insulars i eleccions municipals.

## Eleccions al Parlament Europeu
Les eleccions al Parlament Europeu se celebren cada 5 anys per escollir tots els membres d'aquesta cambra legislativa (coneguts com a eurodiputats). Les eleccions són simultànies en tots els països membres de la Unió Europea. Espanya està formada per una sola circumscripció, en la qual les Illes Balears estan integrades.
El sistema d'elecció és amb representació proporcional en llistes tancades. No hi ha barrera legal.
Les darreres eleccions es van celebrar el maig del 2014 i les properes se celebraran el maig del 2019.

## Eleccions generals
Reben el nom d'eleccions generals les eleccions que se celebren per renovar els membres de les Corts Generals, que està formada per dues cambres: el Congrés dels Diputats –la cambra baixa– i el Senat –la cambra alta.
Des de 1977 que les eleccions a les dues cambres se celebren el mateix dia. Les legislatures duren un màxim de quatre anys i en cas de dissolució anticipada del Congrés, també es dissol el Senat.
Les darreres eleccions es van celebrar el 2016.

### Congrés dels Diputats
Les eleccions es desenvolupen en circumscripcions equivalents a les províncies, de manera que totes les Illes Balears formen una circumscripció. El nombre de diputats depén de la població de tot l'estat, si bé cada circumscripció té assegurada la representació de 2 diputats. Des del 2004, la circumscripció està representada per 8 diputats. El mètode d'elecció de diputats es fa mitjançant representació proporcional a nivell de circumscripció amb llistes tancades, utilitzant la regla D'Hondt per la repartició dels escons. Hi ha una barrera legal del 3% a nivell de circumscripció.

### Senat
Per les eleccions al Senat, les comunitats autònomes insulars no segueixen el mateix criteri de circumscripcions que les comunitats peninsulars. En aquestes eleccions, cada illa forma una circumscripció per separat. En el cas de les Balears, en són 3: Mallorca, Menorca i Eivissa-Formentera (aquesta darrera és conjunta entre les dues illes). Les illes grans (en aquest cas, Mallorca) estan representades per 3 senadors, mentre que les petites només ho estan per un. El sistema d'elecció difereix de totes les altres eleccions, ja que es tracta d'un escrutini majoritari a una sola volta, on són escollits els candidats amb més vots, independentment que hagin obtingut la majoria absoluta dels vots o no. En el cas de Mallorca, cada votant pot votar a 2 candidats. És el que es coneix com a vot limitat.

## Eleccions al Parlament de les Illes Balears
El Parlament de les Illes Balears es renova cada 4 anys a finals de maig. La tria de la data d'aquestes eleccions són competència del Govern espanyol i se celebren el mateix dia que les eleccions municipals, eleccions als Consells Insulars i eleccions autonòmiques d'altres comunitats.
Tot i això, el Parlament es pot dissoldre a mitja legislatura i convocar noves eleccions, per a una legislatura que podrà durar fins a la següent convocatòria d'eleccions municipals.
Les eleccions al Parlament o autonòmiques estan regulades per la llei electoral aprovada el 1986. El Parlament està format per 59 diputats escollits en 4 circumscripcions diferents:
- Mallorca: 33 diputats
- Menorca: 13 diputats
- Eivissa: 12 diputats
- Formentera: 1 diputat

El mètode d'elecció de diputats es fa mitjançant representació proporcional a nivell de circumscripció amb llistes tancades, utilitzant la regla D'Hondt per la repartició dels escons. Hi ha una barrera legal del 5% a nivell de circumscripció. En el cas de Formentera també s'aplica el mateix mètode, però com que només hi ha un escó en joc el partit més votat sempre guanya l'escó.
Les darreres eleccions es van celebrar el 2015 i les següents seran el 2019.

## Eleccions als consells insulars
Els consells insulars són les institucions pròpies d'autogovern de cadascuna de les illes de les Balears. Les eleccions se celebren cada 4 anys, el mateix dia que les eleccions autonòmiques i municipals. Les eleccions venen regulades per la Llei 7/2009, d'11 de desembre, que aplica el mateix sistema que en les eleccions al Parlament.
La composició de cada consell insular és:
- Consell Insular de Mallorca: 33 consellers
- Consell Insular de Menorca: 13 consellers
- Consell Insular d'Eivissa: 13 consellers

L'ajuntament de Formentera equival al Consell Insular de Formentera, de manera que la legislació que regula les eleccions en aquesta cambra és la de les eleccions municipals espanyoles. El nombre de consellers o regidors depèn de la població del municipi l'any de les eleccions. En les darreres eleccions estava format per 17 regidors.
Les darreres eleccions es van celebrar el 2015:
- Eleccions al Consell Insular de Mallorca de 2015
- Eleccions al Consell Insular de Menorca de 2015
- Eleccions al Consell Insular d'Eivissa de 2015
- Eleccions al Consell Insular de Formentera de 2015

## Eleccions municipals
Les eleccions municipals se celebren cada 4 anys a finals de maig. A les Illes Balears coincideixen amb les eleccions al Parlament i als consells insulars.
Cada municipi forma una circumscripció, on són escollits els regidors: els membres dels plens dels ajuntaments.
El sistema utilitzat és representació proporcional amb llistes tancades i una barrera legal del 5%. La repartició d'escons es fa amb la fórmula D'Hondt. El nombre de regidors de cada ajuntament depèn de la població del municipi a l'inici de l'any electoral. La següent taula mostra la relació entre població i mida del ple:
| Població       | Regidors                                                                   |
| -------------- | -------------------------------------------------------------------------- |
| <100           | 3                                                                          |
| 100–250        | 5                                                                          |
| 251–1.000      | 7                                                                          |
| 1.001–2.000    | 9                                                                          |
| 2.001–5.000    | 11                                                                         |
| 5.001–10.000   | 13                                                                         |
| 10.001–20.000  | 17                                                                         |
| 20.001–50.000  | 21                                                                         |
| 50.001–100.000 | 25                                                                         |
| >100.001       | +1 per cada 100.000 habitants o fracció +1 si el total és un nombre parell |

El batle és escollit indirectament. Ho fan els regidors del ple en la sessió de constitució de l'ajuntament, celebrada uns quants dies després de les eleccions. Si cap candidat obté la majoria absoluta dels vots, és proclamat batle el candidat de la llista més votada a les eleccions.
Les últimes eleccions es van celebrar el maig del 2015. Les següents seran el maig del 2019, juntament amb les eleccions al Parlament, als consells insulars i al Parlament Europeu.